# Homeostasis
La homeostasis (del griego ὅμοιος hómoios, ‘igual’, ‘similar’, y στάσις stásis, ‘estado’, ‘estabilidad’) es una propiedad de los organismos que consiste en su capacidad de mantener una condición interna estable  (estado estacionario), compensando los cambios en su entorno mediante el intercambio regulado de materia y energía con el exterior (metabolismo). Se trata de una forma de equilibrio dinámico que se hace posible gracias a una red de sistemas de control realimentados que constituyen los mecanismos de autorregulación de los seres vivos. 
Ejemplos de homeostasis son la regulación de la temperatura corporal y el equilibrio de fluidos, manteniéndose dentro de ciertos límites preestablecidos (rango homeostático). Otras variables incluyen el pH del líquido extracelular, las concentraciones de varios iones (sodio, potasio, calcio, etc.), así como el nivel de azúcar en sangre, y hormonas del cuerpo, que deben regularse a pesar de los cambios en el entorno, la dieta o el nivel de actividad. Cada una de estas variables está controlada por uno o más reguladores o mecanismos homeostáticos, que juntos mantienen la vida.
La homeostasis se produce por una resistencia natural al cambio cuando el organismo, ya sea unicelular, pluricelular o a niveles de organización superiores, se encuentra en las condiciones óptimas, y el equilibrio se mantiene mediante muchos mecanismos reguladores. Todos los mecanismos de control homeostático tienen al menos tres componentes interdependientes para la variable que se regula: un receptor, un centro de control y un efector. El receptor es el componente sensor que monitorea y responde a los cambios en el entorno, ya sea externo o interno. Los receptores incluyen termorreceptores y mecanorreceptores. Los centros de control incluyen el centro respiratorio y el sistema renina-angiotensina. Un efector es el objetivo sobre el que se actúa para provocar el cambio de regreso al estado normal. A nivel celular, los receptores incluyen receptores nucleares que provocan cambios en la expresión génica a través de la regulación hacia arriba o hacia abajo, y actúan en mecanismos de retroalimentación negativa. Un ejemplo de esto es el control de los ácidos biliares en el hígado.
Algunos centros, como el sistema renina-angiotensina, controlan más de una variable. Cuando el receptor detecta un estímulo, reacciona enviando potenciales de acción a un centro de control. El centro de control establece el rango de mantenimiento (los límites superior e inferior aceptables) para la variable en particular, como por ejemplo la temperatura. El centro de control responde a la señal determinando una respuesta apropiada y enviando señales a un efector, que puede ser uno o más músculos, un órgano o una glándula. Cuando se recibe la señal y se actúa sobre ella, se proporciona una retroalimentación negativa al receptor que detiene la necesidad de más señalización.
El concepto de homeostasis fue aplicado por Walter Cannon en 1926, en 1929 y en 1932 para referirse al concepto de medio interno (milieu intérieur), publicado así en 1865 por Claude Bernard, referencia de la fisiología como se entiende en la actualidad.
Tradicionalmente se ha aplicado en biología pero, dado el hecho de que no solo lo biológico es capaz de cumplir con esta definición, otras ciencias y técnicas han adoptado también este término.

## Etimología
La palabra homeostasis usa las formas combinadas del neolatín homeo- y -stasis, provenientes del griego ὅμοιος homoios, "similar" y στάσις stasis, "parado", dando la idea de "permanecer igual".

## Fundamentos
Los procesos metabólicos de todos los organismos solo pueden tener lugar en entornos físicos y químicos muy específicos. Las condiciones varían con cada organismo y si los procesos químicos tienen lugar dentro de la célula o en el líquido intersticial que baña las células. Los mecanismos homeostáticos más conocidos en humanos y otros mamíferos son los reguladores que mantienen constante la composición del líquido extracelular (o el "ambiente interno"), especialmente con respecto a la temperatura, pH, osmolalidad y las concentraciones de sodio, potasio, glucosa, dióxido de carbono y oxígeno. Sin embargo, muchos otros mecanismos homeostáticos, que abarcan muchos aspectos de la fisiología humana, controlan otras entidades del cuerpo. Cuando los niveles de las variables son más altos o más bajos que los necesarios, se nombran a menudo precedidos de los prefijos hiper e hipo, respectivamente, como hipertermia e hipotermia o hipertensión e hipotensión.

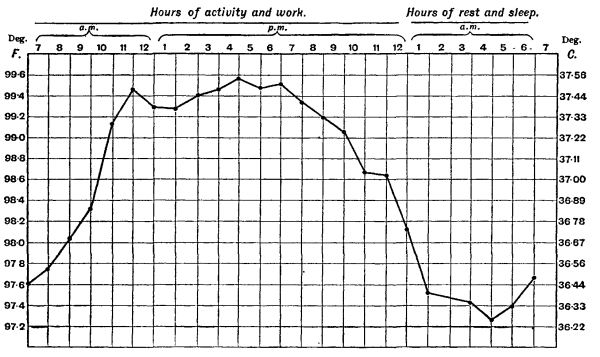
Variación circadiana de la temperatura corporal, que va desde aproximadamente 37,5 °C desde las 10 a. m. a las 6 p. m., y cayendo a aproximadamente 36,4 °C desde las 2 a. m. hasta las 6 a. m.

Si una entidad está controlada homeostáticamente, no implica que su valor sea necesariamente absolutamente estable en salud. La temperatura corporal interna, por ejemplo, está regulada por un mecanismo homeostático con sensores de temperatura en, entre otros, el hipotálamo del cerebro. Sin embargo, el punto de ajuste del regulador se restablece periódicamente. Por ejemplo, la temperatura corporal central en los seres humanos varía durante el transcurso del día (es decir, tiene un ritmo circadiano), siendo las temperaturas más bajas por la noche y las más altas por las tardes. Otras variaciones normales de temperatura incluyen las relacionadas con el ciclo menstrual. El punto de ajuste del regulador de temperatura se restablece durante las infecciones para producir fiebre. Los organismos son capaces de adaptarse algo a condiciones variadas, como cambios de temperatura o niveles de oxígeno en la altitud, mediante un proceso de aclimatación.
La homeostasis no gobierna todas las actividades del cuerpo. Por ejemplo, la señal (ya sea a través de neuronas u hormonas) del sensor al efector es, necesariamente, muy variable para transmitir información sobre la dirección y la magnitud del error detectado por el sensor. De manera similar, la respuesta del efector debe ser altamente ajustable para revertir el error; de hecho, debe ser muy proporcional (pero en la dirección opuesta) al error que amenaza el medio interno. Por ejemplo, la presión arterial en los mamíferos se controla homeostáticamente y se mide mediante receptores de estiramiento en las paredes del arco aórtico y los senos carotídeos en los inicios de las arterias carótidas internas. Los sensores envían mensajes a través de los nervios sensoriales al bulbo raquídeo del cerebro que indican si la presión arterial ha aumentado o disminuido, y en qué medida. El bulbo raquídeo luego distribuye mensajes a lo largo de los nervios motores o eferentes que pertenecen al sistema nervioso autónomo a una amplia variedad de órganos efectores, cuya actividad se modifica en consecuencia para revertir el error en la presión arterial. Uno de los órganos efectores es el corazón, cuya frecuencia se estimula para aumentar (taquicardia) cuando la presión arterial baja, o para disminuir (bradicardia) cuando la presión aumenta por encima del punto de ajuste. Por lo tanto, la frecuencia cardíaca (para la que no hay un sensor en el cuerpo) no se controla homeostáticamente, sino que es una de las respuestas efectoras a los errores en la presión arterial. Otro ejemplo es la tasa de sudoración. Este es uno de los efectores en el control homeostático de la temperatura corporal y, por lo tanto, muy variable en proporción aproximada a la carga de calor que amenaza con desestabilizar la temperatura central del cuerpo, para la cual hay un sensor en el hipotálamo del cerebro.

### Interacción entre ser vivo y ambiente: respuestas a los cambios
Las estrategias que acompañan a estas respuestas pueden resumirse como sigue:
- Evitación: los organismos evitadores minimizan las variaciones internas utilizando algún mecanismo de escape comportamental que les permite evitar los cambios ambientales, ya sea espacial (buscando microhábitats no estresantes como cuevas, escondrijos; o a mayor escala, las migraciones) o temporal (hibernación, sopor, diapausa, huevos y pupas resistentes).
- Conformidad: en los organismos conformistas el medio interno del animal cambia paralelamente a las condiciones externas, es decir, se conforma al ambiente, pues no regula o la regulación no es efectiva; designado por el prefijo «poiquilo-» (p. ej., poiquilotermo). Puede existir una compensación funcional con la aclimatación o la aclimatización, recuperándose la velocidad funcional anterior al cambio.
- Regulación: en los organismos reguladores un disturbio ambiental dispara acciones compensatorias que mantienen el ambiente interno relativamente constante; a menudo designados con el prefijo «homeo-» (p. ej., homeotermo).

Estas categorías no son absolutas, ya que no existen perfectos reguladores ni perfectos conformistas; los modelos más reales se encuentran entre conformistas y reguladores, dependiendo del factor ambiental y de la especie animal.

### Sistemas de control

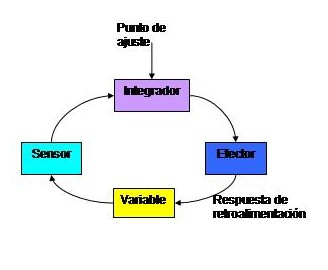
Figura 1. Componentes de un sistema de realimentación

Los siguientes componentes forman parte de un bucle de retroalimentación (en inglés feedback loop) e interactúan para mantener la homeostasis (Fig. 1):
- Variable: es la característica del ambiente interno que es controlada.
- Sensor (Receptor): detecta cambios en la variable y envía la información al integrador (centro de control).
- Integrador (Centro de Control): recibe información del sensor sobre el valor de la variable, interpreta el error que se ha producido y actúa para anularlo integrando datos del sensor y datos almacenados del punto de ajuste.
- Punto de ajuste: es el valor normal de la variable que ha sido previamente almacenado en la memoria.
- Efector: es el mecanismo que tiene un efecto sobre la variable y produce la respuesta. La respuesta que se produce está monitorizada de forma continua por el sensor que vuelve a enviar la información al integrador (retroalimentación).

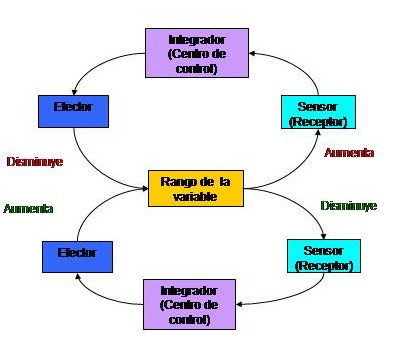
Figura 2. Bucle de realimentación negativa

- Realimentación negativa: tiene lugar cuando la retroalimentación invierte la dirección del cambio.Figura 2. Bucle de realimentación negativa La realimentación negativa tiende a estabilizar un sistema corrigiendo las desviaciones del punto de ajuste y constituye el principal mecanismo que mantiene la homeostasis. Algunos ejemplos son la frecuencia cardíaca, la presión arterial, el ritmo respiratorio, el pH de la sangre, la temperatura corporal y la concentración osmótica de los fluidos corporales.
- Realimentación positiva: tiene lugar cuando la retroalimentación tiene igual dirección que la desviación del punto de ajuste amplificando la magnitud del cambio. Luego de un lapso se invierte la dirección del cambio retornando el sistema a la condición inicial. En sistemas fisiológicos la retroalimentación positiva es menos común que la negativa, sin embargo, es muy importante en numerosos procesos. Como ejemplos, se puede citar la coagulación de la sangre, la generación de señales nerviosas (concentración de sodio hasta generar el potencial de acción), los estrógenos y la ovulación, la lactancia y las contracciones del parto.

## Variables controladas por homeostasis

### Homeostasis de la temperatura

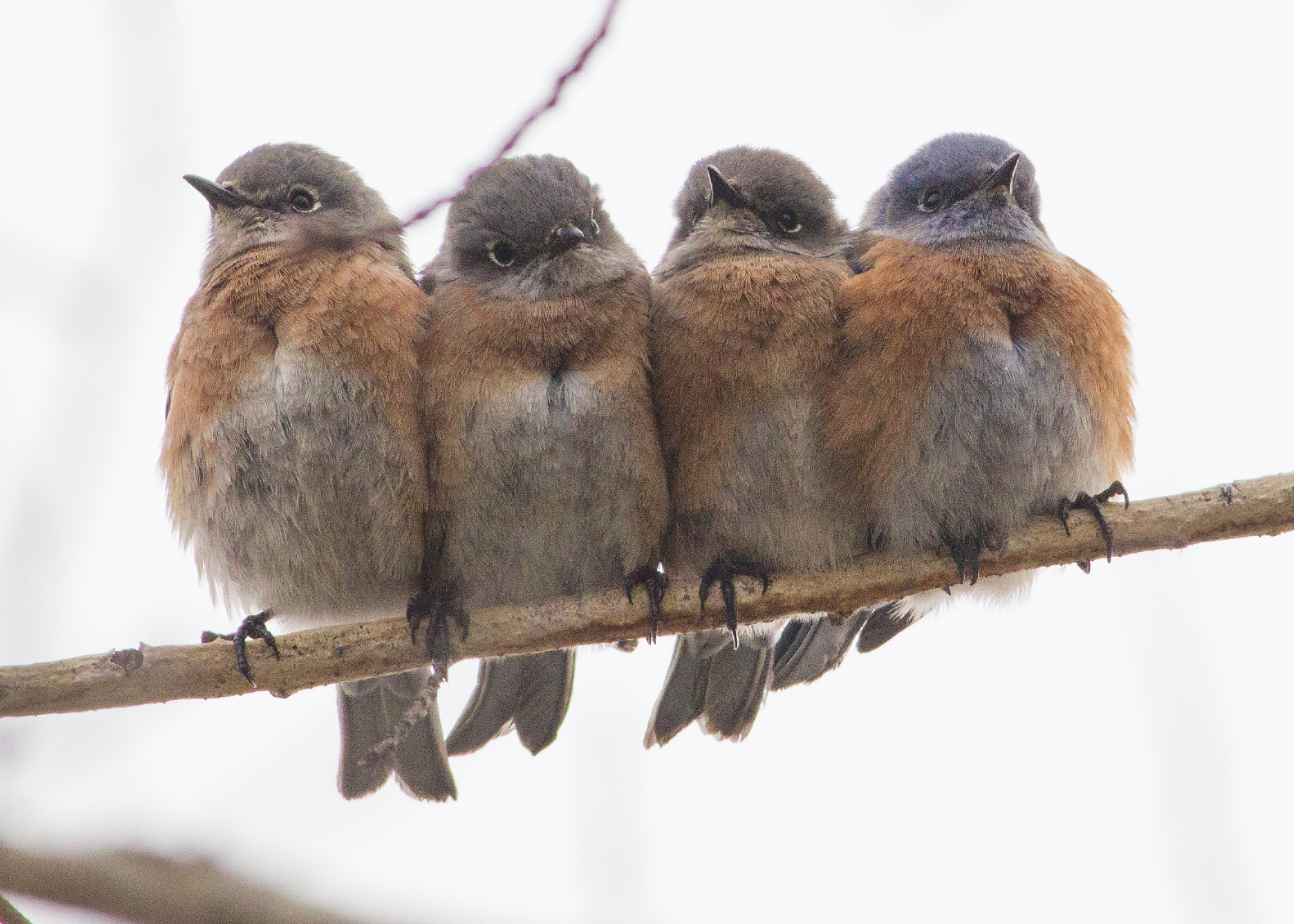
Pájaros con el plumaje erizado y acurrucados en busca de calor

Los mamíferos regulan su temperatura corporal utilizando la información de los termorreceptores localizados en el hipotálamo, el cerebro, la médula espinal, los órganos internos y las grandes venas. Además de la regulación interna de la temperatura, puede entrar en juego un proceso llamado alostasis que ajusta el comportamiento para adaptarse al desafío de extremos muy calientes o fríos (y a otros desafíos). Estos ajustes pueden incluir buscar sombra y reducir la actividad, o buscar condiciones más cálidas y aumentar la actividad, o acurrucarse. La termorregulación por comportamiento tiene prioridad sobre la termorregulación fisiológica, ya que los cambios necesarios pueden verse afectados más rápidamente y la termorregulación fisiológica tiene una capacidad limitada para responder a temperaturas extremas.
Cuando la temperatura central desciende, el suministro de sangre a la piel se reduce por una vasoconstricción intensa. El flujo de sangre a las extremidades (que tienen una gran superficie) se reduce de manera similar y regresa al tronco a través de las venas profundas que se encuentran a lo largo de las arterias (formando venas comitantes). Esto actúa como un sistema de intercambio en contracorriente que cortocircuita el calor de la sangre arterial directamente en la sangre venosa que regresa al tronco, causando una pérdida mínima de calor por las extremidades en climas fríos. Las venas subcutáneas de las extremidades están estrechamente constreñidas, no solo reduciendo la pérdida de calor de esta fuente, sino también forzando la sangre venosa hacia el sistema contracorriente en las profundidades de las extremidades.
La tasa metabólica aumenta, inicialmente por termogénesis sin escalofríos, seguida de termogénesis por escalofríos si las reacciones anteriores son insuficientes para corregir la hipotermia. La estimulación simpática, así como un aumento en los niveles de noradrenalina y adrenalina, junto con un aumento en la liberación de tiroxina, pueden provocar una incremento en la tasa metabólica. La termogénesis por escalofríos está controlada por un centro motor primario de la tiritona, localizado en humanos en el hipotálamo posterior, que se activa cuando la temperatura corporal desciende y cuyas señales aumentan el tono en los músculos esqueléticos hasta un punto crítico en el que comienzan los escalofríos.
La piloerección, es decir, la erección del pelo en mamíferos gracias a los músculos erectores adheridos a los folículos pilosos, forma una cámara de aire aislante. En el ser humano, este mecanismo carece de la importancia que tiene para la mayoría de mamíferos o las aves.
Cuando los termorreceptores detectan un aumento de la temperatura central la respuesta consiste en tres mecanismos: vasodilatación de la piel, sudoración y disminución de la producción de calor (termogénesis). Las glándulas sudoríparas de la piel se estimulan a través de los nervios simpáticos colinérgicos para secretar sudor sobre la piel, que, cuando se evapora, enfría la piel y la sangre que fluye a través de ella. El jadeo es un efector alternativo en muchos vertebrados, que enfría el cuerpo también por la evaporación del agua, pero esta vez de las mucosas de la garganta y la boca.

### Homeostasis de la glucemia

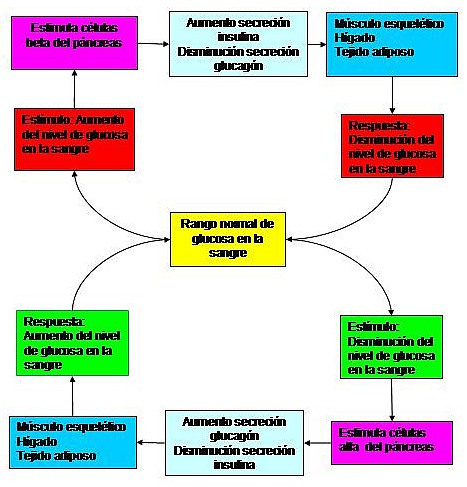
Figura 3. Homeostasis de la glucemia por realimentación negativa

Realimentación negativa actuando en la regulación del azúcar en sangre. La línea plana es el punto de ajuste del nivel de glucosa y la onda sinusoidal las fluctuaciones de la glucosa.

La concentración de glucosa en la sangre está regulada habitualmente dentro de límites muy estrechos, entre 3,9-5,6 mM/l en ayunas y en concentraciones menores a 7,8 mM/l sin ayuno. El metabolismo de la glucosa está controlado por el páncreas a través de modificaciones en la relación de concentraciones sanguíneas de dos hormonas, insulina y glucagón, que este órgano sintetiza y secreta. El páncreas responde a la entrada de glucosa a las células beta de los islotes de Langerhans secretando insulina e inhibiendo la secreción de glucagón. Por otra parte, el descenso de la concentración de glucosa conlleva a la no secreción de insulina, lo cual permite a las células alfa de los islotes de Langerhans seguir secretando glucagón. El hígado es el principal órgano responsable de la regulación de la concentración de glucosa en el torrente sanguíneo.
Cuando aumenta el nivel de glucosa en la sangre, el páncreas secreta menos glucagón y más insulina. La insulina tiene varios efectos:
- aumenta el transporte de glucosa de la sangre a las células;
- en las células aumenta la tasa de utilización de glucosa como fuente de energía;
- acelera la síntesis de glucógeno a partir de glucosa (glucogénesis) en el hígado y en las fibras del músculo esquelético

- estimula la síntesis de lípidos a partir de glucosa en las células del hígado y del tejido adiposo.

En conjunto, estos efectos producen una disminución de los niveles de glucosa en la sangre al rango que se considera normal (salud).
En cambio, si disminuye el nivel de glucosa en la sangre, el páncreas libera menos insulina y más glucagón, una hormona que tiene múltiples efectos:
- en las células del hígado y del músculo esquelético acelera la degradación de glucógeno a glucosa (glucogenólisis), que es liberada al torrente sanguíneo;
- en el tejido adiposo, aumenta la tasa de degradación de grasas a ácidos grasos y glicerol, y su liberación a la sangre, y
- en el hígado estimula la síntesis de glucosa a partir de glicerol y su liberación a la sangre.

En conjunto, estos efectos producen un aumento en los niveles de glucosa en la sangre, que regresan al rango que se considera normal (salud).

### Niveles de gases en sangre
En humanos, los cambios en los niveles de oxígeno, dióxido de carbono y pH plasmático se envían al centro respiratorio, en el tronco del encéfalo, donde se regulan. La presión parcial de oxígeno y dióxido de carbono en la sangre arterial es monitoreada por los quimiorreceptores periféricos (SNP) en la arteria carótida y el arco aórtico. Un cambio en la presión parcial de dióxido de carbono se detecta como un pH alterado en el líquido cefalorraquídeo por los quimiorreceptores centrales (SNC) en el bulbo raquídeo del tronco encefálico. La información de estos conjuntos de sensores se envía al centro respiratorio que activa los órganos efectores: el diafragma y otros músculos de la respiración. Un mayor nivel de dióxido de carbono en la sangre, o una disminución del nivel de oxígeno, dará como resultado un patrón respiratorio más profundo y un aumento de la frecuencia respiratoria para devolver los gases sanguíneos al equilibrio.
En condiciones hiperbáricas (buceo, submarinos), las presiones parciales de los gases respiratorios en el aire inspirado aumentan considerablemente. Demasiado poco dióxido de carbono y, en menor medida, demasiado oxígeno en la sangre pueden detener temporalmente la respiración, una condición conocida como apnea, que los buceadores utilizan para prolongar el tiempo que pueden permanecer bajo el agua.
El montañismo a gran altura, la aviación o los viajes espaciales presentan problemas para el mantenimiento de los niveles de gases en sangre, en este caso debidos a una disminución de las presiones parciales de los mismos en el aire inspirado. La presión parcial de dióxido de carbono es un factor decisivo en el control del pH. Sin embargo, a gran altitud (por encima de los 2500 m), la monitorización de la presión parcial de oxígeno tiene prioridad y la hiperventilación mantiene constante el nivel de oxígeno. Con el nivel más bajo de dióxido de carbono, para mantener el pH en 7.4, los riñones secretan iones de hidrógeno en la sangre y excretan bicarbonato en la orina. Esto es importante en la aclimatación a grandes alturas.

### Contenido de oxígeno en sangre
Los riñones miden el contenido de oxígeno en lugar de la presión parcial de oxígeno en la sangre arterial. Cuando el contenido de oxígeno de la sangre es crónicamente bajo, las células sensibles al oxígeno (localizadas mayoritariamente en el riñón) secretan eritropoyetina (EPO) a la sangre. El tejido efector de esta hormona es la médula ósea roja, que produce glóbulos rojos (eritrocitos). El aumento de glóbulos rojos conduce a un aumento del hematocrito en la sangre y un posterior aumento de la hemoglobina, lo que aumenta la capacidad de transporte de oxígeno. Este es el mecanismo por el cual los habitantes a gran altitud tienen hematocritos más altos que los residentes al nivel del mar, y también la razón de que las personas con insuficiencia pulmonar o derivaciones de derecha a izquierda en el corazón (a través de las cuales la sangre venosa pasa por alto los pulmones y pasa directamente a la circulación sistémica) tienen hematocritos igualmente altos.
Independientemente de la presión parcial de oxígeno en la sangre, la cantidad de oxígeno que se puede transportar depende del contenido de hemoglobina. La presión parcial de oxígeno puede ser suficiente, por ejemplo, en la anemia, pero el contenido de hemoglobina será insuficiente y, posteriormente, lo será el contenido de oxígeno. Con suficiente suministro de hierro, vitamina B12 y ácido fólico, la EPO puede estimular la producción de glóbulos rojos y restaurar el contenido de hemoglobina y oxígeno a la normalidad.

### Presión arterial
El cerebro puede regular el flujo sanguíneo en un rango de valores de presión arterial mediante vasoconstricción y vasodilatación de las arterias.
Los receptores de alta presión llamados barorreceptores en las paredes del arco aórtico y el seno carotídeo (al comienzo de la arteria carótida interna) controlan la presión arterial. Se detecta un aumento de la presión cuando las paredes de las arterias se estiran debido a un aumento del volumen sanguíneo. Esto hace que las células del músculo cardíaco secreten la hormona péptido natriurético auricular (ANP) en la sangre. Esto actúa sobre los riñones para inhibir la secreción de renina y aldosterona provocando la liberación de sodio y el agua que lo acompaña en la orina, reduciendo así el volumen de sangre. Esta información luego se transmite, a través de fibras nerviosas aferentes, al núcleo solitario en el bulbo raquídeo. Desde aquí se estimulan los nervios motores que pertenecen al sistema nervioso autónomo para influir en la actividad, principalmente del corazón y de las arterias de menor diámetro, llamadas arteriolas. Las arteriolas son los principales vasos de resistencia en el árbol arterial y pequeños cambios de diámetro provocan grandes cambios en la resistencia al flujo a través de ellas. Cuando la presión arterial aumenta, las arteriolas se estimulan para que se dilaten, lo que facilita que la sangre salga de las arterias, desinflando así y haciendo que la presión arterial vuelva a la normalidad. Al mismo tiempo, el corazón se estimula a través de los nervios parasimpáticos colinérgicos para que lata más lentamente (bradicardia), lo que garantiza que se reduzca el flujo de sangre hacia las arterias, lo que aumenta la reducción de la presión y la corrección del error original.
La presión baja en las arterias provoca el reflejo opuesto de constricción de las arteriolas y una aceleración de la frecuencia cardíaca (llamada taquicardia). Si la caída de la presión arterial es muy rápida o excesiva, el bulbo raquídeo estimula la médula suprarrenal, a través de los nervios simpáticos "preganglionares", para secretar epinefrina (adrenalina) en la sangre. Esta hormona intensifica la taquicardia y provoca una vasoconstricción grave de las arteriolas en todos los órganos del cuerpo, excepto en los esenciales (especialmente el corazón, los pulmones y el cerebro). Por lo general, estas reacciones corrigen la presión arterial baja (hipotensión) de manera muy eficaz.

### Regulación de hierro
El hierro es importante en la formación de diversas moléculas, como las proteínas transportadoras hemoglobina y mioglobina, citocromos (implicados en la respiración celular y la fotosíntesis) y diversas enzimas (peroxidasas, catalasas, citocromo oxidasas). Se almacena en forma de ferritina, principalmente en el hígado y en la médula ósea, excretándose en las heces y hemorragias. La cantidad total de hierro es regulada modificando la velocidad de absorción en el intestino.

### Regulación del calcio
La concentración plasmática de calcio ionizado (Ca2+) está muy estrictamente controlada por un par de mecanismos homeostáticos. El sensor del primero está situado en las glándulas paratiroides, donde las células principales detectan el nivel de Ca2+ por medio de receptores de calcio especializados en sus membranas. Los sensores del segundo son las células parafoliculares de la glándula tiroides. Las células principales paratiroideas secretan hormona paratiroidea (PTH) en respuesta a una caída en el nivel de calcio ionizado en plasma; las células parafoliculares de la glándula tiroides secretan calcitonina en respuesta a un aumento del nivel de calcio ionizado en plasma.
Los órganos efectores del primer mecanismo homeostático son los huesos, el riñón y, a través de una hormona liberada a la sangre por el riñón en respuesta a los niveles elevados de PTH en la sangre, el duodeno y el yeyuno. La hormona paratiroidea (en altas concentraciones en la sangre) provoca la reabsorción ósea, liberando calcio al plasma. Esta es una acción muy rápida que puede corregir una hipocalcemia amenazante en cuestión de minutos. Las concentraciones elevadas de PTH provocan la excreción de iones fosfato a través de la orina. Dado que los fosfatos se combinan con los iones de calcio para formar sales insolubles (ver también mineral óseo), una disminución en el nivel de fosfatos en la sangre libera iones de calcio libres en la reserva de calcio ionizado en plasma. La PTH tiene una segunda acción sobre los riñones. Estimula la fabricación y liberación, por los riñones, de calcitriol a la sangre. Esta hormona esteroidea actúa sobre las células epiteliales de la parte superior del intestino delgado, aumentando su capacidad para absorber calcio del contenido intestinal a la sangre.
El segundo mecanismo homeostático, con sus sensores en la glándula tiroides, libera calcitonina en la sangre cuando aumenta el calcio ionizado en sangre. Esta hormona actúa principalmente sobre los huesos, provocando la rápida eliminación del calcio de la sangre y depositándolo, en forma insoluble, en los huesos.
Los dos mecanismos homeostáticos que actúan a través de la PTH, por un lado, y la calcitonina, por el otro, pueden corregir muy rápidamente cualquier error inminente en el nivel de calcio ionizado en plasma, ya sea eliminando el calcio de la sangre y depositándolo en el esqueleto, o eliminándolo de él. El esqueleto actúa como un depósito de calcio extremadamente grande (alrededor de 1 kg) en comparación con el depósito de calcio en plasma (alrededor de 180 mg). La regulación a más largo plazo se produce a través de la absorción o pérdida de calcio del intestino.
Otro ejemplo son los endocannabinoides mejor caracterizados como la anandamida (N-araquidonoiletanolamida; AEA) y el 2-araquidonilglicerol (2-AG), cuya síntesis se produce mediante la acción de una serie de enzimas intracelulares activadas en respuesta a un aumento de los niveles de calcio intracelular para iniciar la homeostasis y la prevención del desarrollo de tumores a través de supuestos mecanismos de protección que previenen el crecimiento y la migración celular mediante la activación de CB1 y/o CB2 y receptores adyacentes.

### Regulación del cobre
Requiere una regulación compleja de la absorción y excreción.

### Regulación del sodio
El mecanismo homeostático que controla la concentración de sodio plasmático es bastante más complejo que la mayoría de los otros mecanismos homeostáticos descritos en esta página.
El sensor está situado en el aparato yuxtaglomerular de los riñones, que detecta la concentración de sodio plasmático de una manera sorprendentemente indirecta. En lugar de medirlo directamente en la sangre que pasa por las células yuxtaglomerulares, estas células responden a la concentración de sodio en el líquido tubular renal después de que ya ha sufrido una cierta modificación en el túbulo contorneado proximal y el asa de Henle. Estas células también responden a la velocidad del flujo sanguíneo a través del aparato yuxtaglomerular, que, en circunstancias normales, es directamente proporcional a la presión arterial, lo que convierte a este tejido en un sensor de presión arterial auxiliar.
En respuesta a una disminución de la concentración de sodio plasmático, o una disminución de la presión arterial, las células yuxtaglomerulares liberan renina en la sangre. La renina es una enzima que escinde un decapéptido (una cadena de proteína corta, de 10 aminoácidos de longitud) de una α-2-globulina plasmática llamada angiotensinógeno. Este decapéptido se conoce como angiotensina I. No tiene actividad biológica conocida. Sin embargo, cuando la sangre circula por los pulmones, una enzima endotelial de los capilares pulmonares llamada enzima convertidora de angiotensina (ECA) escinde otros dos aminoácidos de la angiotensina I para formar un octapéptido conocido como angiotensina II. La angiotensina II es una hormona que actúa sobre la corteza suprarrenal, provocando la liberación a la sangre de la hormona esteroidea aldosterona. La angiotensina II también actúa sobre el músculo liso de las paredes de las arteriolas, lo que hace que estos vasos de pequeño diámetro se contraigan, lo que restringe la salida de sangre del árbol arterial, lo que hace que aumente la presión arterial. Esto, por lo tanto, refuerza las medidas descritas anteriormente (véase presión arterial), que mantiene la presión arterial frente a cambios, especialmente hipotensión. La liberación de renina está controlada por los niveles en sangre de potasio y angiotensina II.
La aldosterona estimulada por la angiotensina II liberada del área glomerular de las glándulas suprarrenales tiene un efecto particularmente sobre las células epiteliales de los túbulos contorneados distales y los conductos colectores de los riñones. Aquí provoca la reabsorción de iones de sodio del líquido tubular renal, a cambio de iones de potasio que se secretan del plasma sanguíneo al líquido tubular para salir del cuerpo a través de la orina. La reabsorción de iones de sodio del líquido tubular renal detiene más pérdidas de iones de sodio del cuerpo y, por lo tanto, previene el empeoramiento de la hiponatremia. La hiponatremia solo puede corregirse mediante el consumo de sal en la dieta. Sin embargo, no es seguro si la hiponatremia puede iniciar un "hambre de sal", o por qué mecanismo podría ocurrir.
Cuando la concentración plasmática de iones de sodio es mayor de lo normal (hipernatremia), se detiene la liberación de renina del aparato yuxtaglomerular, cesando la producción de angiotensina II y la consiguiente liberación de aldosterona a la sangre. Los riñones responden excretando iones de sodio en la orina, normalizando así la concentración plasmática de iones de sodio. Los niveles bajos de angiotensina II en la sangre reducen la presión arterial como una respuesta concomitante inevitable.
La reabsorción de iones de sodio del líquido tubular como resultado de niveles altos de aldosterona en la sangre no hace, por sí misma, que el agua tubular renal regrese a la sangre desde los túbulos contorneados distales o los conductos colectores. Esto se debe a que el sodio se reabsorbe a cambio de potasio y, por lo tanto, solo provoca un cambio modesto en el gradiente osmótico entre la sangre y el líquido tubular. Además, el epitelio de los túbulos contorneados distales y los conductos colectores es impermeable al agua en ausencia de hormona antidiurética (ADH) en la sangre. La ADH es parte del control del balance de fluidos. Sus niveles en sangre varían con la osmolalidad del plasma, que se mide en el hipotálamo del cerebro. La acción de la aldosterona sobre los túbulos renales previene la pérdida de sodio al líquido extracelular (ECF). Por lo tanto, no hay cambios en la osmolalidad del ECF y, por lo tanto, no hay cambios en la concentración de ADH en el plasma. Sin embargo, los niveles bajos de aldosterona provocan una pérdida de iones sodio del ECF, lo que potencialmente podría causar un cambio en la osmolalidad extracelular y, por lo tanto, en los niveles de ADH en sangre.

### Regulación del potasio
Los niveles de aldosterona en sangre están controlados por tres mecanismos. El principal es el sistema renina-angiotensina-aldosterona, los niveles de potasio representan un mecanismo independiente, mientras que la ACTH juega un papel menor. Las concentraciones altas de potasio en el plasma provocan la despolarización de las membranas celulares de la zona glomerular en la capa externa de la corteza suprarrenal.
La aldosterona actúa principalmente sobre los túbulos contorneados distales y los conductos colectores de los riñones, estimulando la excreción de iones de potasio en la orina. Sin embargo, lo hace activando las bombas basolaterales de Na+/K+ de las células epiteliales tubulares. Estos intercambiadores de sodio/potasio bombean tres iones de sodio fuera de la célula hacia el líquido intersticial y dos iones de potasio hacia la célula desde el líquido intersticial. Esto crea un gradiente de concentración iónica que da como resultado la reabsorción de iones de sodio (Na+) del líquido tubular a la sangre y la secreción de iones de potasio (K+) de la sangre a la orina (luz del conducto colector).

### Homeostasis de fluidos
La cantidad total de agua en el cuerpo debe mantenerse en equilibrio, a pesar del continuo intercambio con el medio externo. Las fuentes principales de agua son la ingesta de líquidos y el agua presente en los alimentos, además de la sintetizada por reacciones de oxidación, principalmente de glúcidos o grasas, conocida como agua metabólica. En el ser humano, el agua metabólica representa alrededor de 200 ml/día, frente a los 2100 ml/día que ingresan por la ingesta. Las pérdidas de agua se producen a través de la piel (incluso sin sudoración) y vías respiratorias, por sudoración, en las heces y en los riñones, que la expulsan con la orina.
El equilibrio de líquidos implica mantener el volumen de líquido estabilizado y también mantener estables los niveles de electrolitos en el líquido extracelular. El equilibrio de líquidos se mantiene mediante el proceso de osmorregulación y mediante el comportamiento. La presión osmótica es detectada por osmorreceptores en el núcleo preóptico medio del hipotálamo. La medición de la osmolalidad plasmática para dar una indicación del contenido de agua del cuerpo se basa en el hecho de que las pérdidas de agua del cuerpo (a través de la piel que no es completamente impermeable, vapor de agua en el aire exhalado, la sudoración, los vómitos, las heces normales y especialmente la diarrea) son todas hipotónicas, lo que significa que son menos saladas que los fluidos corporales (compárese, por ejemplo, el sabor de la saliva con el de las lágrimas. Las lágrimas tienen casi el mismo contenido de sal que el líquido extracelular, mientras que la saliva es hipotónica con respecto al plasma, la saliva no tiene un sabor salado, mientras que las lágrimas son decididamente saladas). Casi todas las pérdidas normales y anormales de agua corporal hacen que el líquido extracelular se vuelva hipertónico. Por el contrario, la ingesta excesiva de líquido diluye el líquido extracelular y hace que el hipotálamo registre condiciones de hiponatremia hipotónica.
Cuando el hipotálamo detecta un ambiente extracelular hipertónico, provoca la secreción de la hormona antidiurética (ADH), llamada también vasopresina, que actúa sobre el órgano efector, que en este caso es el riñón. El efecto de la vasopresina sobre los túbulos renales es reabsorber el agua de los túbulos contorneados distales y los conductos colectores, evitando así el agravamiento de la pérdida de agua a través de la orina. El hipotálamo estimula simultáneamente el centro de sed cercano provocando una urgencia casi irresistible (si la hipertonicidad es lo suficientemente severa) de beber agua. El cese del flujo de orina evita que la hipovolemia y la hipertonicidad empeoren; beber agua corrige el defecto. Existe un mecanismo neuronal muy similar al del centro de la sed para el control del apetito por la sal.
La hipoosmolalidad da como resultado niveles plasmáticos de ADH muy bajos. Esto da como resultado la inhibición de la reabsorción de agua de los túbulos renales, lo que provoca la excreción de grandes volúmenes de orina muy diluida, eliminando así el exceso de agua en el cuerpo.
La pérdida de agua por la orina, cuando el homeóstato del agua corporal está intacto, es una pérdida de agua compensatoria, que corrige cualquier exceso de agua en el cuerpo. Sin embargo, dado que los riñones no pueden generar agua, el reflejo de la sed es el segundo mecanismo efector más importante del homeóstato del agua corporal, que corrige cualquier déficit de agua en el cuerpo.

### Homeostasis del pH
Un cambio en el pH del plasma produce un desequilibrio ácido-base (acidosis o alcalosis) que debe ser corregido. La homeostasis ácido-base en los líquidos corporales está controlada por tres sistemas principales: los sistemas de amortiguación (que corrigen las desviaciones en una fracción de segundo), el centro respiratorio (elimina CO2, y por tanto, ion bicarbonato, en minutos), y los riñones (mecanismo homeostático más potente, pero más lento).
El pH plasmático puede verse alterado por cambios respiratorios en la presión parcial de dióxido de carbono; o alterado por cambios metabólicos en la proporción de ácido carbónico a ion bicarbonato. El sistema tampón de bicarbonato regula la proporción de ácido carbónico a bicarbonato para que sea igual a 1:20, en cuya proporción el pH de la sangre es de 7,4 (como se explica en la ecuación de Henderson-Hasselbalch), pero no añade ni elimina iones del organismo. La compensación respiratoria, un mecanismo del centro respiratorio, ajusta la presión parcial de dióxido de carbono al cambiar la frecuencia y la profundidad de la respiración para que el pH vuelva a la normalidad. La presión parcial de dióxido de carbono también determina la concentración de ácido carbónico, y el sistema tampón de bicarbonato también puede entrar en juego. La compensación renal puede ayudar al sistema tampón de bicarbonato. El sensor para la concentración de bicarbonato en plasma no se conoce con certeza. Es muy probable que las células de los túbulos renales de los túbulos contorneados distales sean sensibles al pH del plasma. El metabolismo de estas células produce dióxido de carbono, que se convierte rápidamente en hidrógeno y bicarbonato mediante la acción de la anhidrasa carbónica. Cuando el pH del fluido extracelular cae (se vuelve más ácido), las células tubulares renales excretan iones de hidrógeno en el líquido tubular para eliminarlo del cuerpo a través de la orina. Los iones de bicarbonato se secretan simultáneamente a la sangre, lo que disminuye el ácido carbónico y, en consecuencia, aumenta el pH plasmático. Lo contrario ocurre cuando el pH del plasma se eleva por encima de lo normal: los iones de bicarbonato se excretan en la orina y los iones de hidrógeno se liberan en el plasma.
Cuando los iones de hidrógeno se excretan en la orina y el bicarbonato en la sangre, este último se combina con el exceso de iones de hidrógeno en el plasma que estimula a los riñones para realizar esta operación. La reacción resultante en el plasma es la formación de ácido carbónico que está en equilibrio con la presión parcial plasmática de dióxido de carbono. Existe una regulación estricta para garantizar que no haya una acumulación excesiva de ácido carbónico o bicarbonato. Por lo tanto, el efecto general es que los iones de hidrógeno se pierden en la orina cuando cae el pH del plasma. El aumento concomitante del bicarbonato plasmático elimina el aumento de iones de hidrógeno (causado por la caída del pH plasmático) y el exceso de ácido carbónico resultante se elimina en los pulmones como dióxido de carbono. Esto restaura la relación normal entre el bicarbonato y la presión parcial de dióxido de carbono y, por tanto, el pH del plasma. Lo contrario ocurre cuando un pH plasmático alto estimula a los riñones para que secreten iones de hidrógeno en la sangre y excreten bicarbonato en la orina. Los iones de hidrógeno se combinan con el exceso de iones de bicarbonato en el plasma, formando nuevamente un exceso de ácido carbónico que se puede exhalar (como dióxido de carbono) en los pulmones, manteniendo la concentración de iones de bicarbonato en plasma, la presión parcial de dióxido de carbono y, por tanto, el pH plasmático constante.

### Líquido cefalorraquídeo
El líquido cefalorraquídeo (LCR) permite la regulación de la distribución de sustancias entre las células cerebrales y factores neuroendocrinos, cambios leves de los cuales pueden causar problemas o daños al sistema nervioso. Por ejemplo, una alta concentración de glicina interrumpe el control de la temperatura y la presión arterial, y un pH alto del LCR provoca mareos y síncope.[cita requerida]
La presión del líquido cefalorraquídeo se mantiene constante, alrededor de 10 mm de Hg en posición horizontal.

### Neurotransmisión
Las neuronas inhibidoras del sistema nervioso central juegan un papel homeostático en el equilibrio de la actividad neuronal entre la excitación y la inhibición. Las neuronas inhibidoras que utilizan GABA realizan cambios compensadores en las redes neuronales que evitan los niveles de excitación descontrolados. Desequilibrios entre la excitación y la inhibición están implicados en una serie de trastornos neuropsiquiátricos.

### Sistema Neuroendocrino
El sistema neuroendocrino es el mecanismo por el cual el hipotálamo mantiene la homeostasis, regulando el metabolismo, la reproducción, la conducta de comer y beber, la utilización de energía, la osmolaridad y la presión arterial.
La regulación del metabolismo se lleva a cabo mediante interconexiones hipotalámicas con otras glándulas. Tres glándulas endocrinas del eje hipotalámico-pituitario-gonadal (eje HPG) a menudo trabajan juntas y tienen importantes funciones reguladoras. Otros dos ejes endocrinos reguladores son el eje hipotalámico-hipofisario-adrenal (eje HHA) y el eje hipotalámico - pituitario - tiroideo (eje HPT).
El hígado también tiene muchas funciones reguladoras del metabolismo. Una función importante es la producción y control de ácidos biliares. Demasiado ácido biliar puede ser tóxico para las células y su síntesis puede inhibirse mediante la activación del receptor nuclear FXR

### Regulación génica
A nivel celular, la homeostasis se lleva a cabo mediante varios mecanismos, incluida la regulación transcripcional que puede alterar la actividad de los genes en respuesta a cambios.

### Homeostasis energética
La cantidad de energía absorbida a través de la nutrición debe coincidir con la cantidad de energía utilizada. Para lograr la homeostasis energética, el apetito está regulado por el hipotálamo e implica al menos a dos hormonas: grelina y leptina. La grelina estimula el hambre y la ingesta de alimentos y la leptina actúa para indicar saciedad (plenitud).

## Homeostasis en la Biosfera
El término biosfera, acuñado por el geólogo Eduard Suess en 1875, y posteriormente desarrollado en la década de 1920 por Vladimir I. Vernadsky, precediendo a la introducción en 1935 del término ecosistema por Arthur Tansley. Vernadsky describió la vida en la Tierra como una entidad única, un fenómeno global que transforma la energía del Sol y recicla la materia en lo que hoy se conoce como ciclos biogeoquímicos.
En la hipótesis Gaia, James Lovelock afirmó que toda la masa de materia viva en la Tierra (o cualquier planeta con vida) funciona como un vasto superorganismo homeostático que modifica activamente su entorno planetario para producir las condiciones ambientales necesarias para su propia supervivencia. Desde este punto de vista, todo el planeta mantiene varias homeostasis (la principal es la homeostasis de la temperatura). Si este tipo de sistema está presente en la Tierra está abierto a debate. Sin embargo, generalmente se aceptan algunos mecanismos homeostáticos relativamente simples. Por ejemplo, a veces se afirma que cuando aumentan los niveles de dióxido de carbono en la atmósfera, ciertas plantas pueden crecer mejor y, por lo tanto, actuar para eliminar más dióxido de carbono de la atmósfera. Sin embargo, el calentamiento ha exacerbado las sequías, convirtiendo al agua en el factor limitante real en la tierra. Cuando la luz solar es abundante y la temperatura atmosférica aumenta, se ha afirmado que el fitoplancton de las aguas superficiales del océano, que actúa como luz solar global y, por lo tanto, como sensores de calor, puede prosperar y producir más sulfuro de dimetilo (DMS). Las moléculas de DMS actúan como núcleos de condensación de nubes, que producen más nubes, y así aumentan el albedo atmosférico, y este retroalimenta para bajar la temperatura de la atmósfera. Sin embargo, el aumento de la temperatura del mar ha estratificado los océanos, separando las aguas cálidas e iluminadas por el sol de las frías y ricas en nutrientes. Por lo tanto, los nutrientes se han convertido en el factor limitante y los niveles de plancton han disminuido en los últimos 50 años, no han aumentado. A medida que los científicos descubren más sobre la Tierra, se están descubriendo un gran número de circuitos de retroalimentación positiva y negativa que, en conjunto, mantienen una condición metaestable, a veces dentro de un rango muy amplio de condiciones ambientales.

## Homeostasis psicológica
Este término fue introducido por W. B. Cannon en 1932, y designa la tendencia general de todo organismo al restablecimiento del equilibrio interno cada vez que este es alterado. Estos desequilibrios internos, que pueden darse tanto en el plano fisiológico como en el psicológico, reciben el nombre genérico de necesidades.
De esta manera, la vida de un organismo puede definirse como la búsqueda constante de equilibrio entre sus necesidades y su satisfacción. Toda acción tendente a la búsqueda de ese equilibrio es, en sentido lato, una conducta.

## Homeostasis cibernética
En cibernética, la homeostasis es el rasgo de los sistemas autorregulados (cibernéticos) que consiste en la capacidad para mantener ciertas variables en un estado estacionario, de equilibrio dinámico o dentro de ciertos límites, cambiando parámetros de su estructura interna.
En la década de 1940, William Ross Ashby diseñó un mecanismo al que llamó homeostato, capaz de mostrar una conducta ultraestable frente a la perturbación de sus parámetros "esenciales". Las ideas de Ashby, desarrolladas en su Design for a Brain, dieron lugar al campo de estudio de los sistemas biológicos como sistemas homeostáticos y adaptativos en términos de matemática de sistemas dinámicos.
Este investigador británico, formado en Cambridge en biología y en antropología, marcó pautas y nuevos enfoques que han trascendido a otros campos disciplinarios como la filosofía y la misma epistemología. Incluyó este concepto para explicar los fundamentos epistemológicos que propone. Anota lo siguiente:

Hablemos ahora sobre el problema de estudiar la homeostasis comunicacional de una constelación familiar. En términos generales, nos parece que las familias que poseen miembros esquizofrénicos conocidos son estrechamente homeostáticas. Todo sistema vivo sufre cambios en todo momento y día tras día, de modo que es concebible representar esos cambios mediante sinuosidades de una curva en un gráfico multidimensional (o «espacio de fase») en el que cada variable necesaria para la descripción de los estados del sistema está representada por una dimensión del gráfico. Específicamente, cuando digo que esas familias son estrechamente homeostáticas, quiero significar que las sinuosidades de ese gráfico o de un determinado punto situado en el espacio de fase abarcará un volumen relativamente limitado. El sistema es homeostático en el sentido de que cuando se aproxima a los límites de sus zonas de libertad, la dirección de su senda cambiará de tal manera que las sinuosidades nunca cruzarán los límites.